# Kochanowscy herbu Korwin

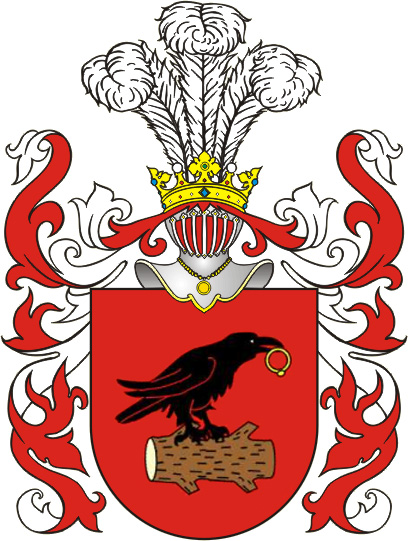
Herb Korwin

Kochanowscy herbu Korwin – rodzina senatorska Rzeczypospolitej Obojga Narodów, pochodząca z powiatu radomskiego, z której wywodzi się poeta Jan Kochanowski.
Dziad ojczysty poety, także Jan, sprawował urząd sędziego grodzkiego radomskiego. Znaczenie i majątek rodu pomnożył i utwierdził Piotr Kochanowski (1485–1547). Dzięki jego przedsiębiorczości, sprawowanym urzędom i koligacjom małżeńskim rodzinę Kochanowskich zaczęto zaliczać do zamożnego ziemiaństwa. Po śmierci pierwszej żony Zofii, zmarłej ok. roku 1524, Piotr Kochanowski ożenił się z Anną, córką Jakuba z Białaczowa herbu Odrowąż. Odrowążowie z Białaczowa należeli do starego możnowładczego rodu. W 1525 roku Piotr Kochanowski zakupił wieś Sycyna koło Zwolenia, w której pięć lat później urodził się poeta polski Jan Kochanowski. Matka Anna z Białaczowskich, była kobietą odznaczającą się nieprzeciętnymi walorami umysłu, dowcipna i rezolutna. Bardzo przychylnie pisał o niej Łukasz Górnicki w swym Dworzaninie polskim. Dom Piotra i Anny Kochanowskich w znacznej mierze dzięki zaletom i przymiotom gospodyni wyróżniał się intelektualnie i towarzysko w życiu okolicznej szlachty. Zapewne do dworku Kochanowskich docierały prądy humanizmu renesansowego ogarniającego wówczas coraz szerzej Polskę. Piotr i Anna posiadali liczne potomstwo, synów: Kaspra, Jana, Piotra, Mikołaja, Andrzeja, Jakuba, Stanisława (drugiego), córki: Katarzynę, Elżbietę, Annę, Jadwigę. Ponadto z pierwszą żoną Zofią, córką Jana Zasady, Piotr Kochanowski miał syna Stanisława (pierwszego) i córkę Druzjannę. Trzech synów Piotra Kochanowskiego, Jan, Andrzej i Jakub studiowało w renomowanym uniwersytecie w Królewcu zwanym Albertyną.

## Przedstawiciele
- Jan Kochanowski – sędzia grodzki radomski
- Piotr Kochanowski (1485–1547) – sędzia sandomierski, ojciec poety Jana
- Kasper Kochanowski (1526–1576) – pisarz ziemski sandomierski, brat poety Jana
- Jan Kochanowski (1530–1584) – poeta
- Urszula Kochanowska (zm. 1578) – córka poety Jana
- Hanna Kochanowska (zm. przed 1583) – córka poety Jana
- Ewa Kochanowska – najstarsza córka poety Jana
- Mikołaj Kochanowski (zm. 1582) – tłumacz, pisarz, brat poety Jana
- Andrzej Kochanowski (zm. 1596) – brat poety Jana, również poeta i tłumacz
- Piotra Kochanowski – brat poety Jana, ojciec Jerzego
- Piotr Kochanowski (1566–1620) – poeta, sekretarz królewski, syn Mikołaja, bratanek poety Jana
- Jerzy Kochanowski (zm. 1633) – kasztelan małogoski, syn Piotra chorążego sandomierskiego, bratanek poety Jana
- Andrzej Kochanowski – kaznodzieja i pisarz, karmelita
- Franciszek Kochanowski (ok. 1625–1686) – pisarz, bernardyn, teolog króla Michała Wiśniowieckiego
- Piotr Kochanowski (zm. ok. 1689) – kasztelan czechowski
- Franciszek Kochanowski (ok. 1720–1782) – kasztelan wiślicki, marszałek sandomierski w konfederacji barskiej
- Leon Kochanowski (ok. 1738 – ok. 1810) – poseł, chorąży sandomierski
- Michał Kochanowski (1757–1832) – poseł na Sejm Czteroletni, członek Rady Najwyższej Narodowej, senator, kasztelan i wojewoda w Królestwie Polskim
- Konstanty Kochanowski (1767–1830) – urzędnik
- Antoni Kochanowski (ur. 1767) – dyplomata
- Antoni Kochanowski (1817–1906) – burmistrz Czerniowiec
- Hieronim Kochanowski (1778–1858) – ziemianin, poseł na Sejm Królestwa Polskiego
- Wiktor Kochanowski (?–1939) – bibliotekarz, kustosz Centralnej Biblioteki Wojskowej
- Jan Karol Kochanowski (1869–1949) – historyk, rektor Uniwersytetu Warszawskiego
- Wiktor Kochanowski (1882–1942) – bibliotekarz, kustosz Centralnej Biblioteki Wojskowej